# Palliduphantes malickyi
Palliduphantes malickyi är en spindelart som först beskrevs av Jörg Wunderlich 1980.  Palliduphantes malickyi ingår i släktet Palliduphantes och familjen täckvävarspindlar. Inga underarter finns listade i Catalogue of Life.